# Њу Витен (Јужна Дакота)
Њу Витен (енгл. New Witten) град је у америчкој савезној држави Јужна Дакота.

## Демографија
По попису из 2010. године број становника је 79, што је 28 (54,9%) становника више него 2000. године.
| Група             | 2000.       | 2010.      |
| Белци             | 51 (100,0%) | 77 (97,5%) |
| Афроамериканци    | 0 (0,0%)    | 0 (0,0%)   |
| Азијати           | 0 (0,0%)    | 0 (0,0%)   |
| Хиспаноамериканци | 0 (0,0%)    | 0 (0,0%)   |
| Укупно            | 51          | 79         |